# Городецкая, Эльза Эдуардовна
Эльза Эдуардовна Городецкая — первая стюардесса Советского Союза; обслуживала пассажиров рейса Москва–Ашхабад 5 мая 1939 года на борту 21-местного самолета ПС-84 (Ли-2).

## Биография
Данный рейс длился 13 часов с двумя посадками. В течение двух месяцев 20-летняя москвичка была единственной стюардессой в стране. При этом ей самостоятельно приходилось обеспечивать закупку и доставку на борт продуктов и посуды.
Так она рассказывала о своей работе:

«Техника такая: берешь большущий чемодан — чем больше, тем лучше. Кладешь туда вилки, стаканы, тарелки, продукты, которые купила под отчет в аэропортовском ресторане, ну и разную прочую мелочь, и тащишь все — килограммов сорок — в самолет. Приходишь часа за два до вылета. Если в порту запарка, если в салоне не убрано, превращаешься в уборщицу — драишь самолет до полного блеска. Потом готовишь бутерброды, закуски, а там и посадка начинается. Я обычно после взлета начинала с того, что представлялась сама, потом представляла экипаж, рассказывала о маршруте. Порядок этот утвердился с тех пор везде». 

В штатном расписании тогда не было должности бортпроводника, поэтому девушку оформили кладовщицей, но называли буфетчицей.
Официально должность бортпроводника в гражданской авиации СССР была утверждена позже в том же 1939 году.